# رايثيون تيكنولوجيز
شركة رايثون للتكنولوجيا هي شركة أمريكية متعددة الجنسيات يقع مقرها الرئيسي في والثام ، ماساتشوستس . الشركة هي واحدة من أكبر الشركات المصنعة لصناعة الطيران والدفاع في العالم من حيث الإيرادات والقيمة السوقية. تقوم بالبحث والتطوير وتصنيع منتجات التكنولوجيا المتقدمة في صناعة الطيران والفضاء ، بما في ذلك محركات الطائرات وإلكترونيات الطيران وهياكل الطائرات والأمن السيبراني والصواريخ وأنظمة الدفاع الجوي والطائرات بدون طيار. كما تعد الشركة مقاول عسكري كبير ، وتحصل على جزء كبير من إيراداتها من الحكومة الأمريكية.
كانت الشركة نتيجة اندماج شركات طيران متكافئة بين شركات الطيران التابعة لشركة يونايتد تكنولوجيز (UTC) وشركة رايثون ، التي اكتملت في 3 أبريل 2020. قبل الاندماج ، انفصلت شركة يونايتد تكنولوجيز عن شركاتها التابعة غير المتخصصة في مجال الطيران. شركة وشركة كاريير. شركة يونايتد تكنولوجيز هي الناجي الاسمي من الاندماج لكنها غيرت اسمها إلى رايثون للتكنولوجيا ونقل مقرها الرئيسي إلى والثام. الرئيس التنفيذي السابق لشركة يونايتد تكنولوجيز ورئيس مجلس الإدارة جريجوري جيه هايز هو الرئيس التنفيذي للشركة المندمجة ،  والرئيس التنفيذي السابق لشركة رايثون ورئيس مجلس الإدارة توماس أ. كينيدي هو الرئيس التنفيذي.
تمتلك الشركة أربع شركات تابعة: كولينز إيروسبيس ، برات آند ويتني ، رايثيون إنتليجنس آند سبيس ، ورايثيون ميسايلز آند ديفينس.